# Birán
Birán es una pequeña localidad dentro del municipio de Cueto, en la provincia de Holguín, en el este de la isla de Cuba.
Es conocida por ser el lugar de nacimiento de los tres hermanos Castro:
- Ramón Castro, Mongo (1924-2016)
- Fidel Castro (1926-2016)
- Raúl Castro (n. 1931)

Actualmente se encuentra emplazado un museo en todas las edificaciones que pertenecieron a la familia Castro Ruz.

## Geografía
- Altitud: 66 metros.
- Localización: 20°33′N 75°55′O / 20.550, -75.917